# Nándor Németh
Nándor Németh (Siófok, 19 novembre 1999) è un nuotatore ungherese.

## Palmarès
- Mondiali

Budapest 2017: bronzo nella 4x100m sl.
Doha 2024: bronzo nei 100m sl.
- Europei

Roma 2022: oro nella 4x200m sl e argento nella 4x100m sl.
Belgrado 2024: argento nei 100m sl e nella 4x200m sl.
- Mondiali giovanili

Indianapolis 2017: oro nella 4x100m sl e nella 4x200m sl, argento nei 100m sl e nei 200m sl.
- Europei giovanili

Hódmezővásárhely 2016: argento nella 4x100m sl mista.
Netanya 2017: oro nei 100m sl, nella 4x200m sl e nella 4x100m sl mista, argento nei 200m sl e nella 4x100m sl.

## International Swimming League
| Stagione 2021    |
| ---------------- |
| Tokyo Frog Kings |